# René Ben Chemoul
René Ben Chemoul est un catcheur français, né le 8 janvier 1925 à Paris et mort le 17 septembre 2010 à Saint-Rémy-lès-Chevreuse.
Adulé par la foule, il était surnommé « le Tigre de la Lutte » et figure parmi les grandes vedettes du catch français des années 1950 à 1970.

## Biographie

### Jeunesse
Durant la Seconde Guerre mondiale, sa famille s'exile en Ariège en 1940 pour fuir l'occupation allemande. De 1941 à 1944, après un an passé à Ax-les-Thermes, il déménage à Mazères et travaille à l'usine de Pamiers avec son cousin, un des futurs maires de Pamiers, André Trigano. De retour à la capitale, René Ben Chemoul est arrêté par les Allemands lors d'une rafle et ne sera libéré qu'à la fin de la guerre,.

### Carrière
Entraîné par son père Albert, René Ben Chemoul commence sa carrière en 1947 après trois ans de service chez les Pompiers de Paris. En 1948 il lutte pour la première fois au Cirque d'Hiver, entamant une carrière à succès dans les grandes salles parisiennes d'où le catch était retransmis à la télévision, accompagné des commentaires de Roger Couderc, qui surnomme Ben Chemoul "le tigre de la lutte" ou "le roi René".
Survolté, terriblement rapide, souriant et dansant la "salsa" lors de ces matchs sous les acclamations de la foule enjouée, Ben Chemoul devient très populaire. Il lutte seul en tant que poids moyen et décroche un titre de champion dans cette catégorie, qu'il conserva de 1947 à 1954. Il apparaît également en équipe avec Walter Bordes (portés par la foule qui scande joyeusement la chanson "Mamadou Mémé") et l'équipe contribue à populariser le catch à quatre qui deviendra très en vogue auprès du public français lors de sa carrière. Il remporte également un titre de champion par équipe avec Gilbert Cesca face aux Black Diamonds au Cirque d'Hiver. Parmi ses adversaires figure l'élite des catcheurs français de l'époque, tels que Le Bourreau de Béthune, Robert Duranton, André Drapp ou Roger Delaporte.
Ben Chemoul affronte également des adversaires internationaux, comme le Grec Jim Londos, le Britannique Ken Joyce ou l'Ecossais George Kidd (en). C'est contre Kidd en 1950 qu'il obtient un titre de champion mondial poids légers (World Lightweight Title) à Dundee en Écosse avant que celui-ci ne le lui reprenne à Paris la même année,. Durant les années 1960, dans une catégorie de poids supérieure, il obtient au Royaume-Uni des titres de champion européen poids moyens (European Middleweight Title) et de champion mondial poids moyens (World Middleweight Title),.
En 1959, Ben Chemoul fait une tournée aux États-Unis accompagné par Gilbert Leduc, rompant avec le monopole habituel des poids lourds outre-Manche.
En 1961, Ben Chemoul sert d'entraineur à l'haltérophile Jean Debuf lorsque celui-ci décide de commencer une carrière de catcheur. Roger Couderc documente cette reconversion dans l'épisode L'apprenti catcheur de l'émission sportive Les Coulisses de l'exploit.
Il met un terme à sa carrière sur les rings en 1975, mais continue pendant quelques années à entraîner des catcheurs comme l'avait fait son père. La légende voudrait qu'il ait subi plus de 400 blessures sans forcément s'en rendre compte, tellement le catch l'avait endurci. Toujours en 1975, il s'associe à l'ouverture d'un magasin de vêtements grandes tailles au boulevard Saint-Martin à Paris.

### Décès
Souffrant de la maladie d'Alzheimer depuis plusieurs années, René Ben Chemoul s'éteint à l'âge de 85 ans à Saint-Rémy-lès-Chevreuse. Il est inhumé au cimetière parisien de Bagneux (division 23), dans les Hauts-de-Seine. La salle d'entraînement au catch qui apparaît dans le film Les Reines du ring porte son nom (plaque apposée à l'entrée).

## Palmarès

### France
- Champion catégorie poids-moyen (de 1947 à 1954)
- Champion par équipe

### Royaume-Uni
- World Lightweight Championship (1950)[10]
- European Middleweight Championship (2 fois, 1962 et 1963)[11]
- World Middleweight Championship (2 fois, 1961 et 1965)[12]